# 何正阳
何正阳（1997年1月31日—），河南洛阳人，中国国家射击队成员。

## 战绩
2021年4月27日，何正阳与王倩搭档参加全国射击冠军赛(手枪项目)，获得10米气手枪混合团体项目铜牌。2021年7月，入选2020年夏季奥林匹克运动会中国代表团，与王倩参加东京奥运会混合团体10米气手枪比赛，第二轮资格赛为380名位列第六，未能晋级。